# 新西蘭航空

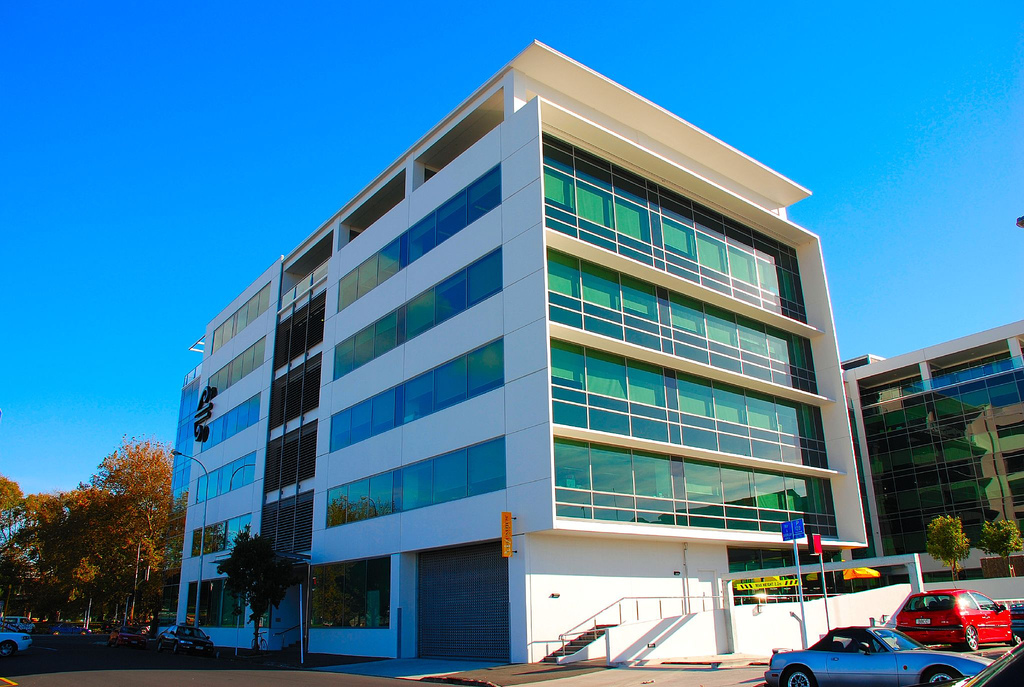
新西蘭航空總部

紐西蘭航空（NZX: AIR；ASX：AIZ）是紐西蘭的國家航空公司，總部設在奧克蘭，經營定期客運航班往20個新西蘭國內及32個國際航點共20個國家。新西蘭航空的航線網絡主要集中在新西蘭、澳洲及南太平洋地區，並經營長途航班前往東亞、美洲及英國。紐西蘭航空是星空聯盟的成員。
新西蘭政府於2013年11月出售新西蘭航空的20%股份，完成後政府持股量從73%減至53%。

## 歷史
新西蘭航空的歷史可追溯至1940年，其前身塔斯曼帝國航空有限公司（Tasman Empire Airways Limited - TEAL）的成立。塔斯曼帝國航空開通的第一條航線是從紐西蘭至澳洲的水上飛機航線。從此，塔斯曼帝國航空持續穩步發展，不斷擴大業務規模和範圍，拓展國際航線。除塔斯曼帝國航空提供國際航線服務之外，新西蘭政府在1947年成立的新西蘭國家航空公司（National Airways Corporation - NAC）是新西蘭國內航線的主要航空公司，它與塔斯曼帝國航空組成今日的新西蘭航空打下了基礎。
1965年，紐西蘭政府全資擁有塔斯曼帝國航空，並於同年4月更名為新西蘭航空，繼續只提供國際航線的服務。直至1978年4月，紐西蘭政府將只經營國內航線的新西蘭國家航空併入新西蘭航空，組成了新西蘭第一家提供國際和國內航線服務的航空公司。

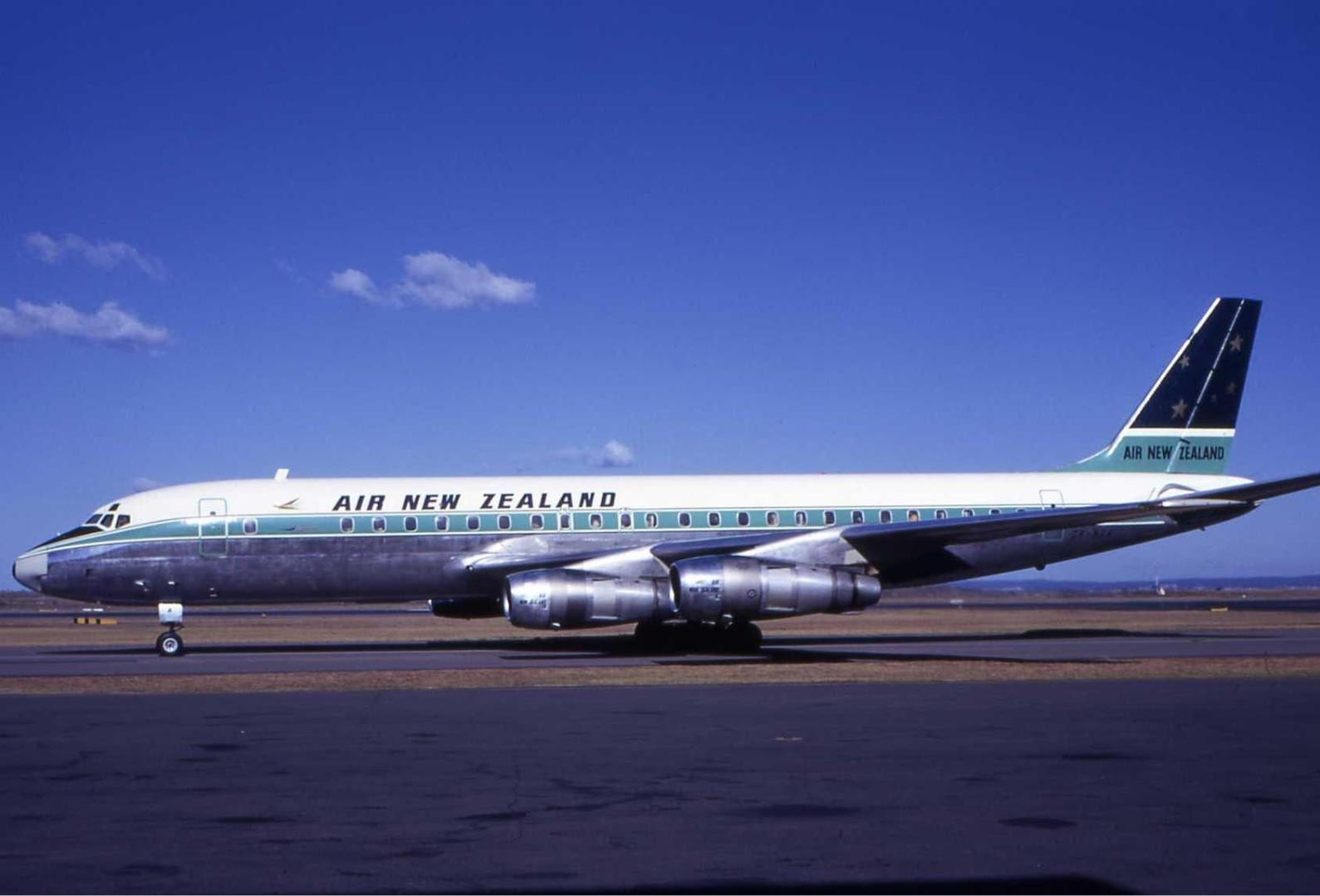
紐西蘭航空的道格拉斯DC-8

1965年7月20日，紐西蘭航空接收首架道格拉斯DC-8，正式進入噴射機年代，其後開辦跨太平洋航線往洛杉磯和檀香山。紐西蘭航空再於1973年引入麥道DC-10廣體客機，並在DC-10上首次使用正展開的銀葉蕨（Koru）標誌，而該標誌亦一直沿用至今。

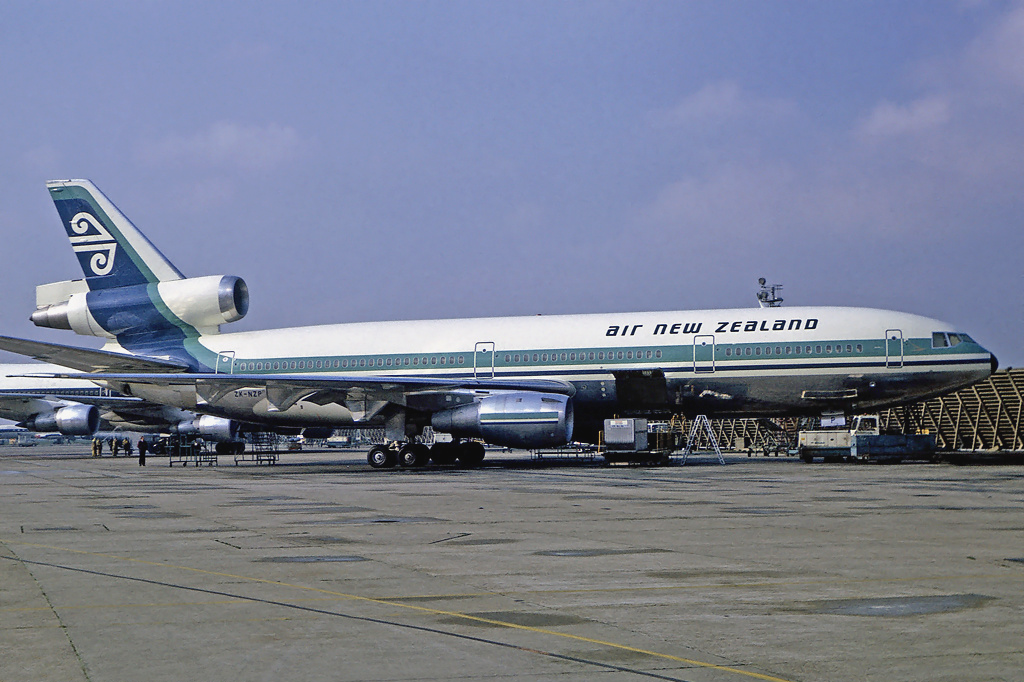
紐西蘭航空的麥道DC-10

1981年，紐西蘭航空引入波音747-200客機，並於1982年開辦經洛杉磯前往倫敦的航線。
1989年，紐西蘭航空被私有化。紐西蘭的航空市場於1990年放鬆管制，這促使紐西蘭航空於1995年購入澳洲安捷航空的一半股份。

新西蘭航空1996至2012年所採用之標誌

1999年3月，新西蘭航空成為星空聯盟的成員。
2000年，紐西蘭航空宣布全面收購澳洲安捷航空，但這決定導致兩間航空公司都出現財政困難，最終安捷航空宣告破產。因收購一事陷入財政困難的紐西蘭航空獲政府注資，而紐西蘭政府再次持有82%股份。
2010年12月21日，紐西蘭政府批准紐西蘭航空與維珍藍航空結盟，容許兩間航空公司透過代碼共享擴張紐西蘭與澳洲之間的營運，並共享飛行常客獎勵計劃及機場貴賓室，而紐西蘭航空亦購入維珍澳洲控股的26%股份。但於2016年10月，紐西蘭航空出售維珍澳洲的所有股份，並於2018年10月28日結束與維珍澳洲的合作關係。
2013年11月，新西蘭政府出售新西蘭航空的20%股份，完成後政府持股量從73%減至53%。

## 航點及代碼共享
紐西蘭航空的航點包括20個紐西蘭國內航點及分佈在20個國家的32個國際航點。
紐西蘭航空曾於2006年至2013年期間提供奧克蘭經香港往倫敦的航班，是世界上唯一同時營運袋鼠航線和南十字航線網絡可繞地球一週的航空公司（奧克蘭─香港─倫敦─洛杉磯─奧克蘭）。香港往倫敦的航段因改與國泰航空實行代碼共享而於2013年3月停止營運後，新西蘭航空也於2021年停辦經停洛杉磯到倫敦的南十字航線。

### 代碼共享
紐西蘭航空是星空聯盟的成員，並與以下航空公司實行代碼共享：
星空聯盟成員
- 加拿大航空
- 中國國際航空
- 全日空
- 韓亞航空
- 長榮航空
- 漢莎航空
- 新加坡航空
- 南非航空
- 土耳其航空
- 聯合航空

其他航空公司
- 阿根廷航空（天合聯盟）
- 大溪地航空
- 喀里多尼亞航空
- 國泰航空（寰宇一家）
- 阿提哈德航空
- 斐濟航空（寰宇一家）
- 澳洲航空（寰宇一家）
- 維珍航空
- 維珍澳洲航空

## 機隊

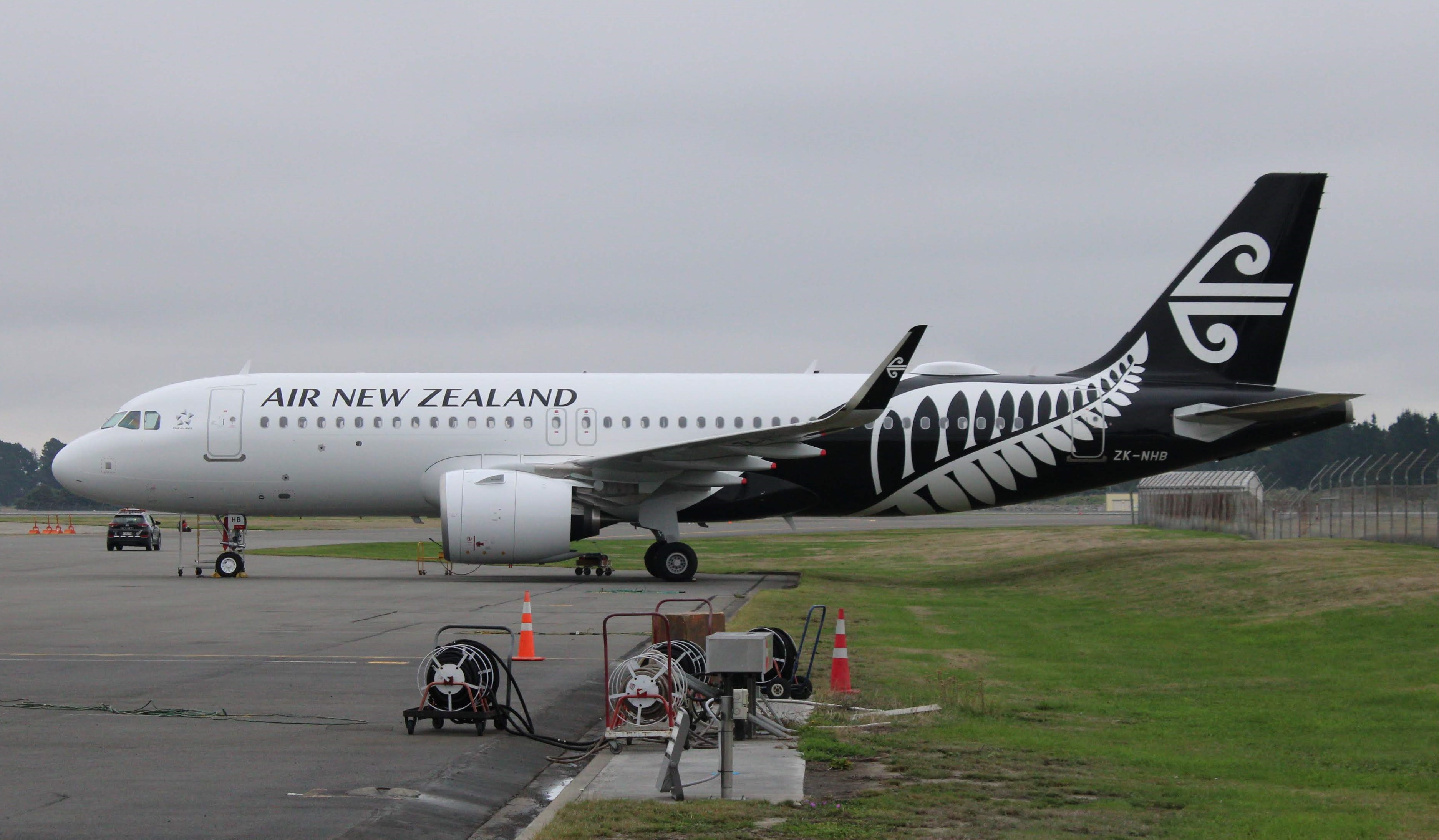
空中巴士A320neo

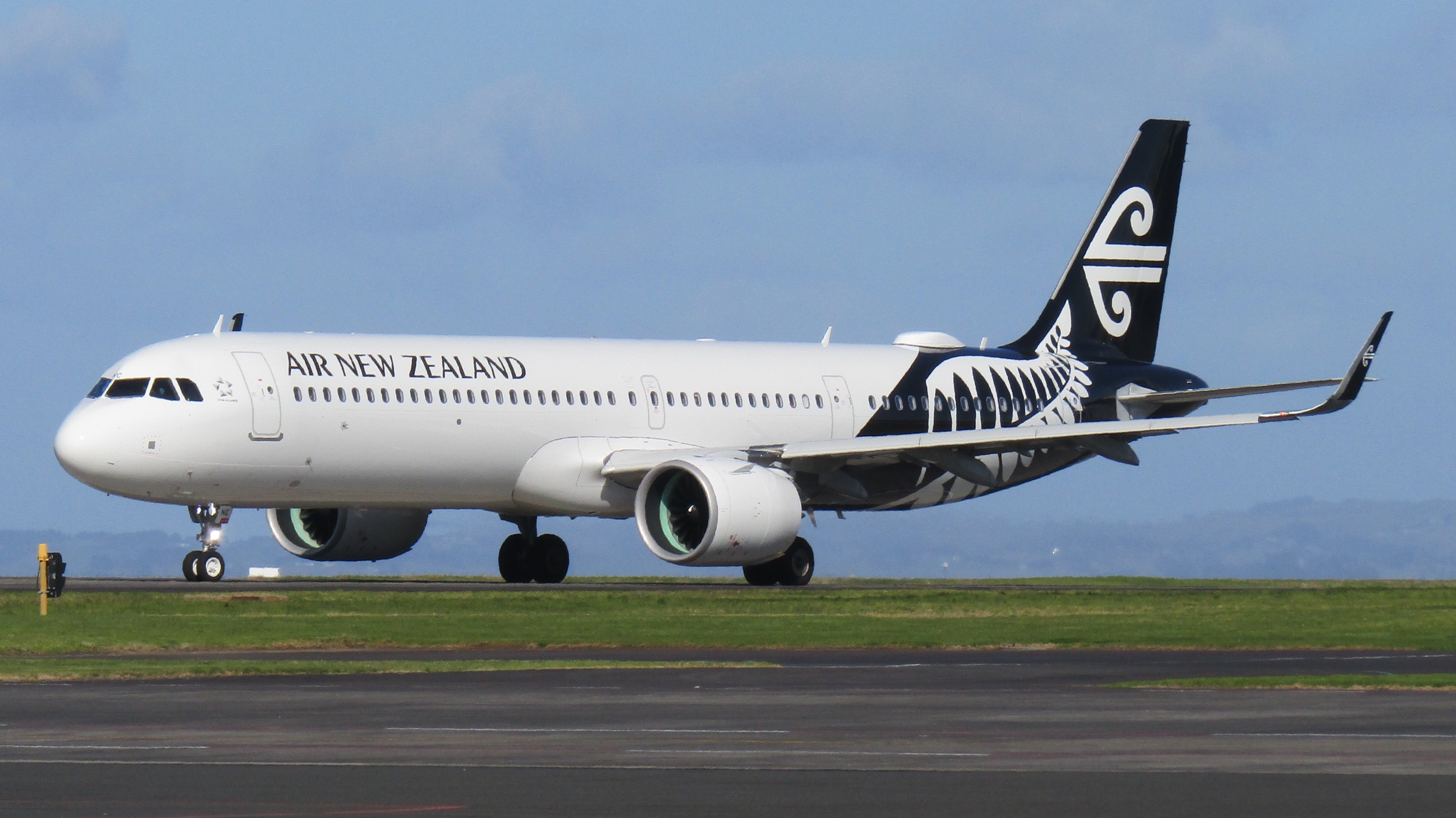
空中巴士A321neo

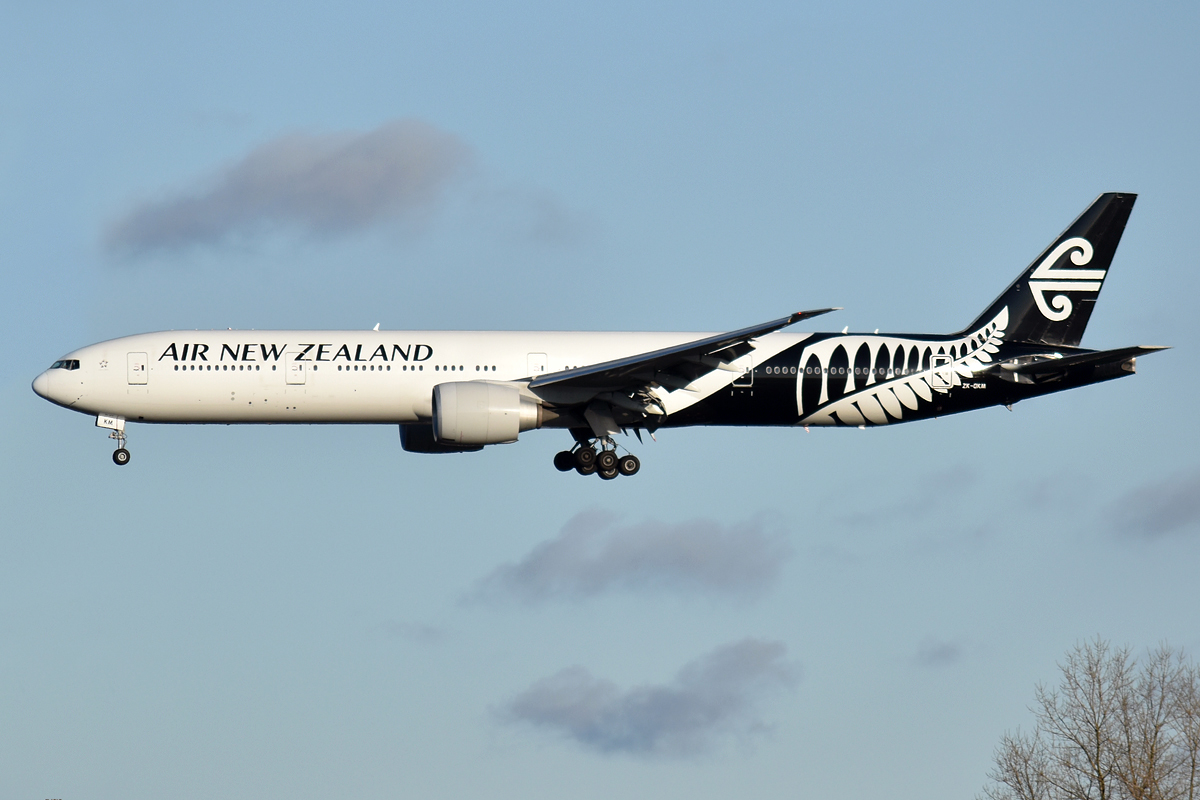
波音777-300ER

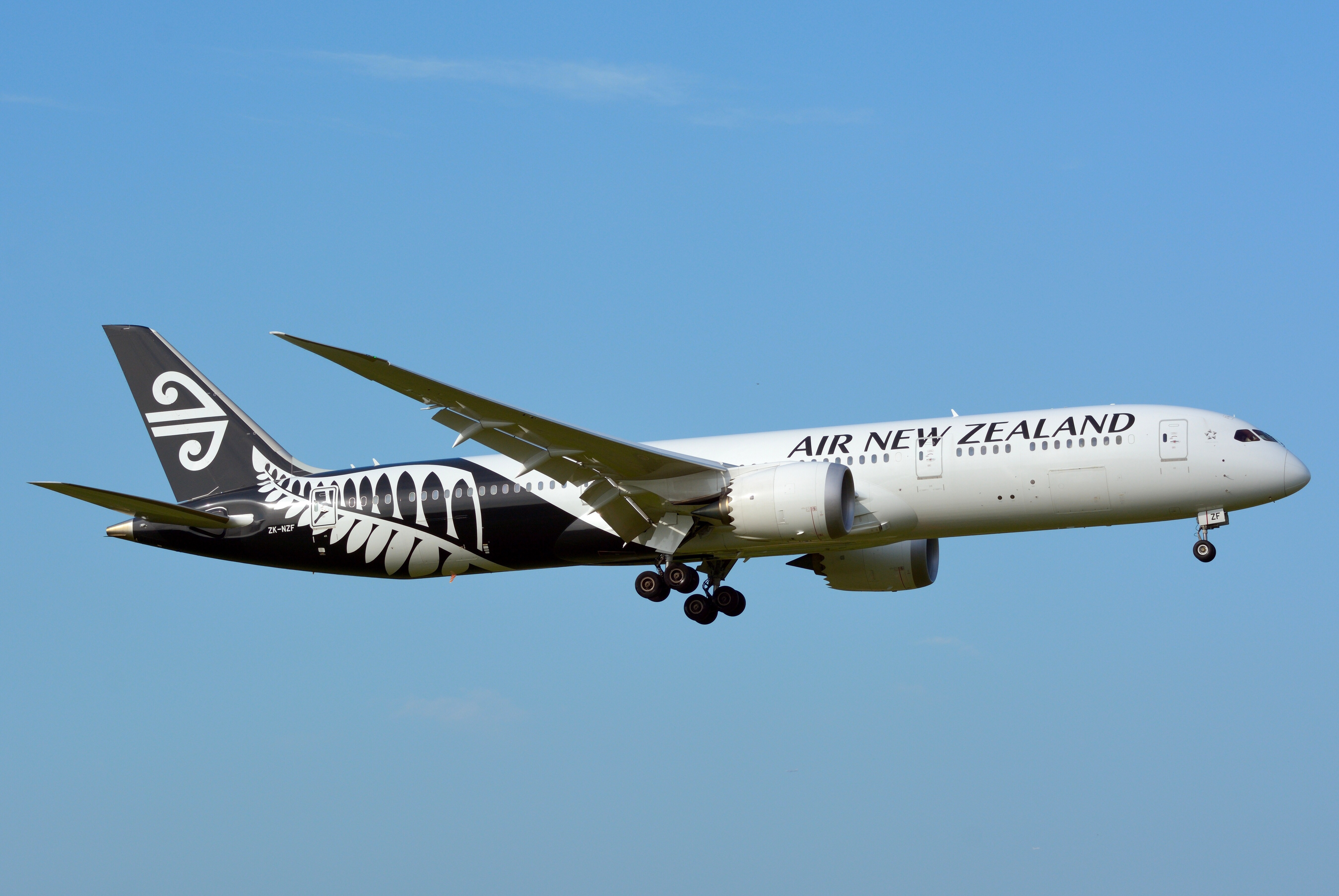
波音787-9

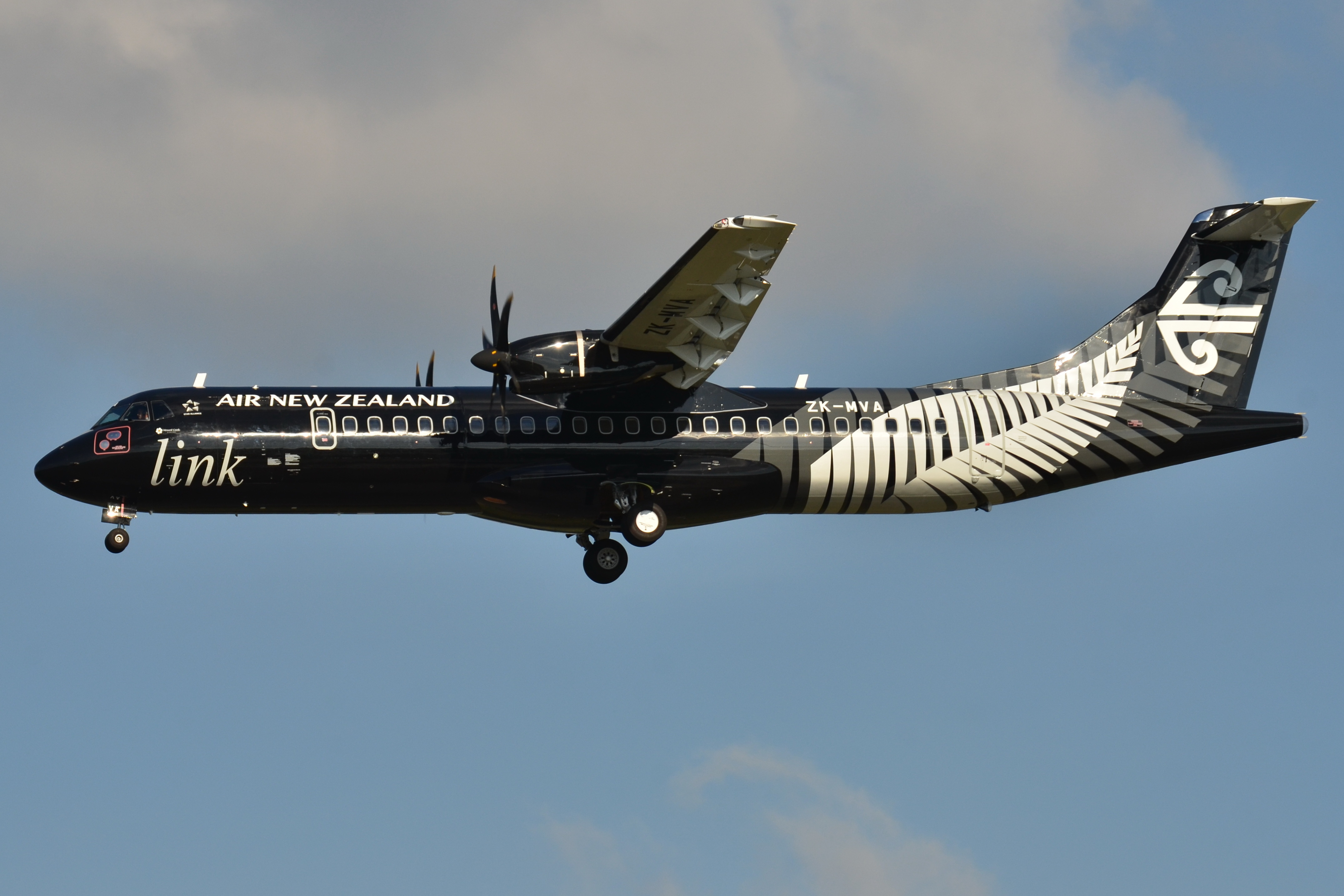
ATR 72-600

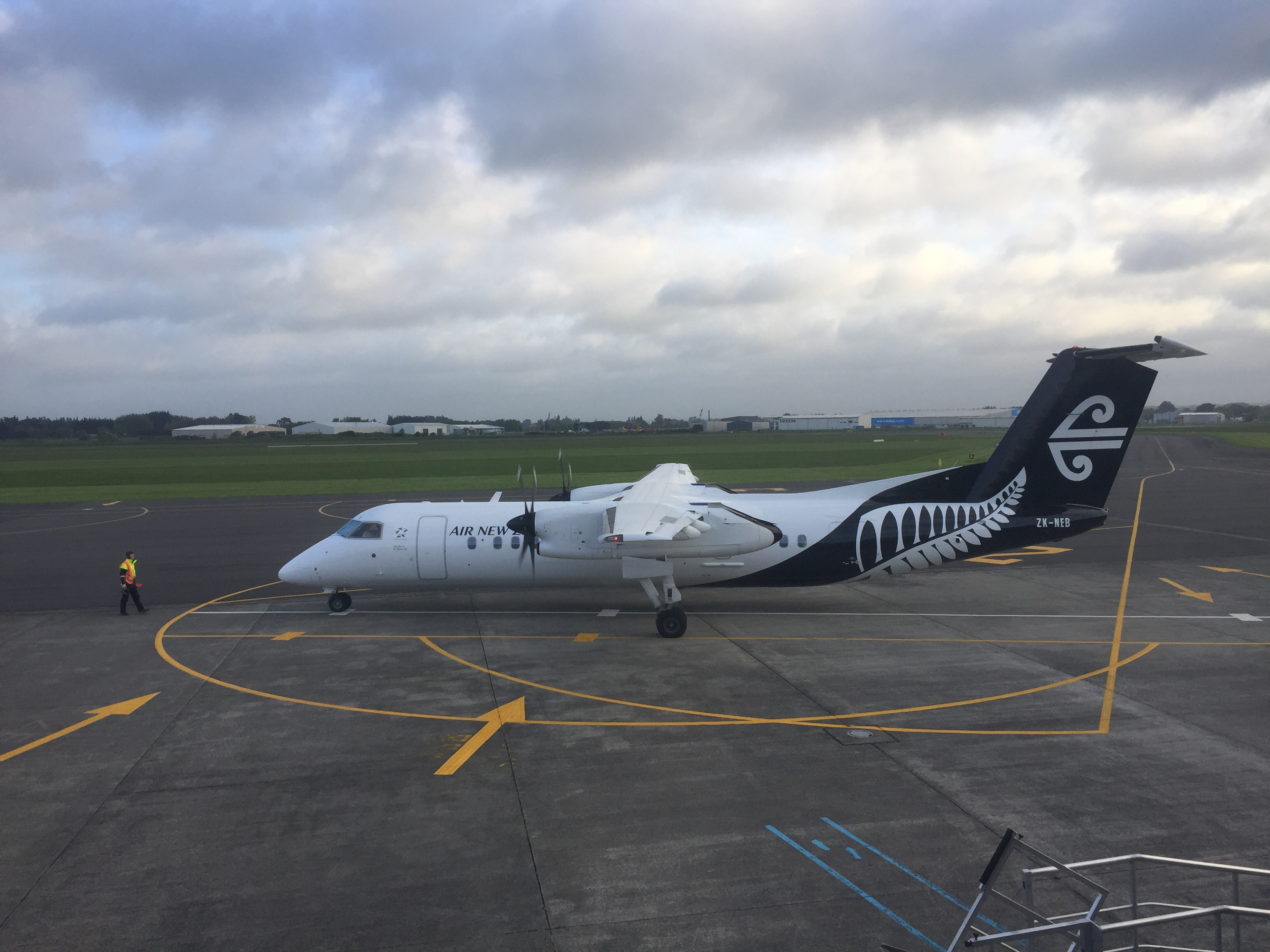
德哈維蘭加拿大DHC-8-300

### 現役機隊
截至2024年12月，新西蘭航空機隊的平均機齡為6.9年，擁有以下飛機：

### 已退役機型
| 機型             | 引入年份 | 退役年份 | 備註                   |
| ---------------- | -------- | -------- | ---------------------- |
| ATR 72-500       | 1999     | 2020     | 來自庫克山航空         |
| 波音737-200      | 1968     | 2001     | 部分來自新西蘭國家航空 |
| 波音737-300      | 1998     | 2015     |                        |
| 波音747-200      | 1981     | 2000     |                        |
| 波音747-400      | 1990     | 2014     |                        |
| 波音767-200ER    | 1985     | 2005     |                        |
| 波音767-300ER    | 1991     | 2017     |                        |
| 英國宇航146-200  | 2001     | 2002     | 來自紐西蘭安捷航空     |
| 英國宇航146-300  | 2001     | 2002     | 來自紐西蘭安捷航空     |
| 道格拉斯DC-8-52  | 1965     | 1981     | 轉為貨機               |
| 道格拉斯DC-8F-54 | 1981     | 1989     |                        |
| 福克F27-100      | 1960     | 1980     | 來自新西蘭國家航空     |
| 福克F27-500      | 1975     | 1990     | 部分來自新西蘭國家航空 |
| 洛歇L-188        | 1959     | 1972     | 來自塔斯曼帝國航空     |
| 麥道DC-10-30     | 1973     | 1982     |                        |

- 福克F27-100
- 波音737-200
- 波音747-400
- 波音767-300ER

## 意外及事故
新西蘭航空是全世界最安全的航空公司之一，德國客機墜毀數據評估中心將其列為2012年全球60大最安全的航空公司第二名。
1979年11月28日，紐西蘭航空901號班機在南極洲撞毀於埃里伯斯火山，機型為DC-10-30，機上237名乘客和20位機組人員全部罹難。這次是新西蘭最嚴重的空難。
2008年11月27日，紐西蘭航空/德國特大航空888T航班，該機乾租予德國特大航空屆滿正進行交還新西蘭航空前之測試，在測試失速防杜系統時迎角傳感器堵塞，令機師在3,000尺的高度中失去對飛機的控制，最後飛機墜於地中海，機上7人全部死亡。機型為A320-200。
2010年1月31日19時5分左右，由波音777-200ER執飛的紐西蘭航空90號班機於成田國際機場A跑道上正在離陸中發現機件故障，機長在未達到V1速率前終止起飛並緊急制動，導致飛機12條輪胎全數爆裂滯留跑道，事件無人傷亡。
2011年8月8日，新西蘭航空旗下SAFE AIR一名工程師正為一具從C-130型“大力神”式運輸機上拆卸的四渦輪螺旋槳式發動機作定期維護，進入一個密閉空間，被發動機運行產生的吸力吸入致死。事發地是布萊尼姆鎮伍德伯恩機場，事發時發動機安放在一個支架上，並未安裝螺旋槳葉片。
2023年5月19日，紐西蘭航空執飛奧克蘭─台北桃園「NZ-077班機」的波音787航機，於降落後由機師發現駕駛艙擋風玻璃破裂，下一航班因航機檢修而取消，旅客轉由搭乘中華航空飛往澳洲的班機。

## 獎項

### Skytrax評估
- 2007年：四星級航空公司及年度全球最佳航空公司第七名
- 2008年：四星級航空公司及年度全球最佳航空公司第八名
- 2009年：四星級航空公司及年度全球最佳航空公司第八名
- 2010年：四星級航空公司及年度全球最佳航空公司第五名
- 2011年：四星級航空公司及年度全球最佳航空公司第七名[22]
- 2023年：年度全球最佳航空公司第一名[23]

## 外部連結
- 新西蘭航空網站 （页面存档备份，存于）